# 24609 Євгеній
24609 Євгеній (24609 Evgenij) — астероїд головного поясу, відкритий 7 вересня 1978 року.
Тіссеранів параметр щодо Юпітера — 3,533.